# Patinaje de velocidad sobre pista corta

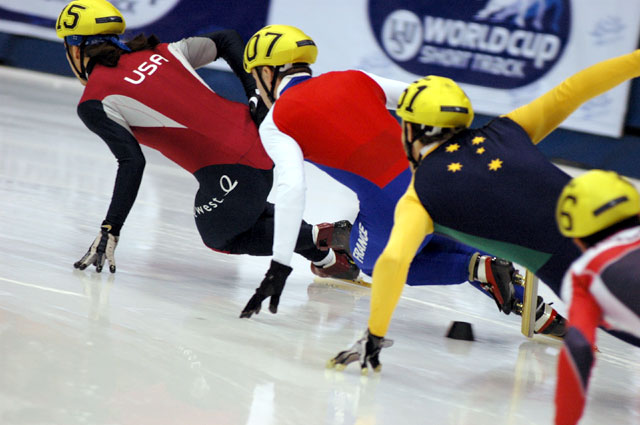

El patinaje de velocidad sobre pista corta (short track en inglés) es un deporte olímpico de invierno que consiste en carreras de patinaje sobre hielo sobre una pista corta.
A diferencia del patinaje de velocidad sobre pista larga, donde se compite contra el reloj, en el patinaje de velocidad en pista corta los patinadores compiten entre sí y en una pista mucho más corta.
El óvalo de la pista mide únicamente 121 metros (frente a los 300 m de patinaje de velocidad) y existe división en carriles. Esto provoca frecuentes accidentes durante las carreras, siendo habitual las caídas y las descalificaciones. En conjunto es un deporte  espectacular.
El short track es un deporte bastante reciente, que nació como una escisión del patinaje de velocidad en pista larga. El objetivo era que se realizaran competencias de patinaje en arenas y coliseos de baloncesto y hockey sobre hielo, que son mucho más numerosos y fáciles de mantener que las pistas de patinaje sobre hielo de 400 metros. Fue reconocido por la Federación Internacional de Patinaje en 1967. Los primeros campeonatos del mundo datan de 1981 y su primera presencia olímpica llegó en Calgary 1988, aunque solo como deporte de exhibición. En los siguientes Juegos Olímpicos de Albertville 1992 ya fue reconocido como deporte olímpico de pleno derecho.

## Juegos Olímpicos
En el programa de los Juegos Olímpicos de Invierno se disputan ocho pruebas (desde 1992) de short track, cuatro masculinas y cuatro femeninas:
- Las masculinas son: 500 metros, 1.000 metros, 1500 metros y 5.000 metros por equipos.
- Las femeninas son: 500 metros, 1.000 metros, 1500 metros y 3000 metros por equipos.

En los mundiales se disputa también el 3000 Superfinal.
En cada prueba se celebran eliminatorias y los primeros clasificados disputan la siguiente ronda y así hasta llegar a la final. En cada carrera corren un máximo de seis participantes.
En las pruebas por equipos se compite por relevos y en equipos de cuatro patinadores, pudiendo cada patinador dar el relevo a un compañero en cualquier momento, aunque las dos últimas vueltas debe hacerlas un solo patinador.

## Competiciones de la ISU
La ISU, Unión internacional de patinaje sobre Hielo, en inglés International Skating Union, es una organización mundial encargada de regular las normas de la disciplina y organizar eventos y competiciones mundiales.

### Campeonatos del mundo
En los diferentes Campeonatos del mundo de la ISU, también se disputa la superfinal individual de 3000 (3000 Superfinal), tanto femenino como masculino, prueba que enfrenta a los 8 patinadores con mejores tiempos en el total de las pruebas de distancia inferior (500, 1.000 y 1500 metros).

#### Medallistas clasificación general por años
Femenina
| Año  | Lugar del evento | Medalla de oro | Medalla de plata | Medalla de bronce |
| ---- | ---------------- | -------------- | ---------------- | ----------------- |
| 2012 | Shanghái         | Li Jianrou     | Valerie Maltais  | Arianna Fontana   |

Masculino
| Año  | Lugar del evento | Medalla de oro | Medalla de plata | Medalla de bronce |
| ---- | ---------------- | -------------- | ---------------- | ----------------- |
| 2012 | Shanghái         | Kwak Yoon-Gy   | Noh Jin-Kyu      | Olivier Jean      |

Tradicionalmente, en el short track se han destacado patinadores de Canadá y Estados Unidos, aunque desde comienzos de la década del 2000 han visto su dominio amenazado por patinadores asiáticos, principalmente de China, Corea del Sur y Japón, sin mencionar que los patinadores europeos también han realizado actuaciones importantes.